# Henrik 1. af Bourbon-Condé
Henrik 1. af Bourbon-Condé (født 29. december 1552, død 5. marts 1588) var medlem af den franske kongefamilie. I 1569 fulgte han sin far som fyrste af Condé. Ligesom sin far blev han hugenotleder og general. 

## Slægt
Henrik 1. var søn af Ludvig 1. af Bourbon-Condé. Han var en brorsøn til Anton af Bourbon og fætter til kong Henrik 4. af Frankrig.

## Hugenotleder
Henrik 1. reddede livet under Bartholomæusnatten i 1572. I 1574 flygtede han til Alsace, hvor han samlede en hær. Hugenotterne valgte ham som Generalissimo. I 1588 blev han taget til fange af katolikkerne. Kort tid efter blev han forgiftet og døde.

## Ægteskaber
I forsommeren 1572 giftede Henrik 1. af Condé sig med Marie de Clèves (1553–1574) ved en hugenotisk ceremoni. Under Bartholomæusnatten i august samme år reddede parret livet ved at afsværge deres protestantiske tro og erklære sig som katolikker. De blev derefter gift for anden gang, denne gang ved en katolsk ceremoni. 
Parret blev holdt tilbage ved hoffet. Det lykkedes imidlertid Henrik 1. at flygte i 1574. Han vendte tilbage til sin hugenotiske tro. Marie vedblev at være katolik, og hun døde ved hoffet i 1574. 
Parret fik én datter:
- Catherine (1574–1595), marquise d'Isles.

Senere giftede Henrik 1. sig igen. Denne gang med Charlotte Catherine de La Tremoille (1568–1629). De fik to børn:
- Éléonore (1587–1619), gift 1606 med fyrsten af Orange prins Filips Willem van Nassau-Oranje (1554–1618). Parret fik ingen børn
- Henrik 2. af Bourbon-Condé (1588–1646), fyrste af Condé, forfader til de efterfølgende fyrster af Condé.